# 702 (numero)
Settecentodue (702) è il numero naturale dopo il 701 e prima del 703.

## Proprietà matematiche
- È un numero pari.
- È un numero composto con 16 divisori: 1, 2, 3, 6, 9, 13, 18, 26, 27, 39, 54, 78, 117, 234, 351, 702. Poiché la somma dei suoi divisori (escluso il numero stesso) è 978 > 702 è un numero abbondante.
- È un numero semiperfetto in quanto pari alla somma di alcuni (o tutti) i suoi divisori.
- È un numero di Harshad nel sistema numerico decimale.
- È un numero nontotiente (per cui la equazione φ(x) = n non ha soluzione).
- È un numero oblungo, ovvero della forma n(n+1).
- È un numero pratico.
- È un numero congruente.
- È parte delle terne pitagoriche (270, 648, 702), (264, 702, 750), (560, 702, 898), (702, 936, 1170), (702, 1440, 1602), (702, 3120, 3198), (702, 4536, 4590), (702, 9464, 9490), (702, 13680, 13698), (702, 41064, 41070), (702, 123200, 123202).

## Astronomia
- 702 Alauda è un asteroide della fascia principale del sistema solare.
- NGC 702 sono galassie intragenti della costellazione della Balena.

## Astronautica
- Cosmos 702 è un satellite artificiale russo.